# Grigorij Jakovljevič Perelman
Grigorij »Griša« Jakovljevič Perelman (rusko Григо́рий Я́ковлевич Перельма́н), ruski matematik, * 13. junij 1966, Leningrad, Sovjetska zveza (sedaj Sankt Peterburg, Rusija). Njegov priimek v slovenščini pišejo tudi Pereljman.
Perelman je prispeval nekaj ključnih prispevkov k Riemannovi geometriji in geometrijski topologiji. Še posebej je dokazal geometrizacijsko domnevo, ki jo je leta 1982 formuliral William Thurston. Ena od posledic Thurstonove domneve  pritrdilno rešuje znamenito, skoraj stoletje staro, Poincaréjevo domnevo v topologiji iz leta 1904, glavni nerešeni problem na tem področju in eden najpomembnejših v matematiki nasploh.

## Življenje in delo
O njegovem življenju ni veliko znanega, ker je osebnost, ki si neprestano prizadeva izogibati se javnosti.
Končal je 239. leningrajsko fizikalno-matematično srednjo šolo (licej), specializirano šolo z naprednejšim poukom matematike in fizike, ene od redkih v nekdanji Sovjetski zvezi, oziroma v današnji Rusiji in Belorusiji. Leta 1982 je kot član sovjetskega moštva na 23. Mednarodni matematični olimpijadi v Budimpešti dosegel 1. nagrado z izjemnim in redkim dosežkom. V poznih 1980-tih se je Perelman začel pripravljati za kandidata znanosti, rusko različico doktorata, na Fakulteti za matematiko in mehaniko na tedanji leningrajski državni univerzi, eni od vodilnih univerz v nekdanji SZ. Njegova disertacija je imela naslov Sedlaste površine v evklidskih prostorih. Perelman je nato prešel na leningrajski odsek Matematičnega inštituta Steklova (PDMI RAS). Po uspešnem zagovoru disertacije je ostal na Inštitutu, kjer sta bila njegova učitelja Aleksander Aleksandrov in Jurij Burago. Kasneje je poučeval na več univerzah v ZDA. Na Inštitut Steklova se je vrnil leta 1996.
Do konca leta 2002 je bil najbolj znan po svojem delu o primerjalnih izrekih v Riemannovi geometriji. Med njegovimi vidnimi dosežki je bil dokaz domneve o dušah (angl. soul conjecture), ki sta jo 20 let prej postavila Jeff Cheeger in Detlef Gromoll.
Novembra istega leta je osupnil matematično občestvo z objavo svojega prvega članka v nizu na arXiv, kjer je zatrjeval, da je našel pot do dokaza Thurstonove domneve, ki vsebuje tudi Poincaréjevo domnevo kot posebni primer.

## Fieldsova medalja in milenijska nagrada
Maja 2006 je komite, sestavljen iz devetih matematikov, izglasoval Perelmana za prejemnika Fieldsove medalje za njegovo delo pri dokazu Poincaréjeve domneve. Fieldsova medalja se šteje kot najvišje priznanje v matematiki; vsaka štiri leta na kongresu Mednarodne matematične zveze podelijo od dve do štiri medalje.
Sir John Ball, predsednik Mednarodne matematične zveze, je v juniju obiskal Perelmana v Sankt Peterburgu, da bi ga prepričal, naj sprejme nagrado. Po deseturnem prepričevanju v času dveh dni je obupal. Dva tedna pozneje je Perelman takole strnil njun pogovor: »Povedal mi je, da imam tri možnosti: naj sprejmem in se udeležim podelitve, naj nagrado sprejmem, a se ne udeležim podelitve, pri čemer mi jo bodo poslali kasneje, ter da nagrado zavrnem. Od samega začetka sem mu dal vedeti, da sem se odločil za tretjo možnost.« Nadaljeval je, da je nagrada »zanj povsem nepomembna. Vsakdo razume, da ni potrebno nobeno drugo priznanje, če se izkaže, da je moj dokaz pravilen.«
22. avgusta 2006 je bila Fieldsova medalja javno ponujena Perelmanu »za njegove prispevke h geometriji in njegov revolucionarni vpogled v analitično in geometrijsko strukturo Riccijevega toka« na Mednarodnem matematičnem kongresu v Madridu. Perelman se svečanosti ni udeležil in je medaljo zavrnil.
Pred tem je zavrnil že prestižno nagrado Evropskega matematičnega društva, bojda rekoč, da po njegovem komite za podelitev nagrade ni podkovan za oceno njegovega dela, čeravno je ta pozitivna.
Matematiki so njegov dokaz potrdili, zato je upravičen do Milenijske nagrade Clayjevega matematičnega inštituta v vrednosti milijon ameriških dolarjev. Clayev inštitut je 24. maja 2000 dokaz Poincaréjeve domneve uvrstil na seznam sedmih pomembnih klasičnih matematičnih problemov, za rešitev katerih je razpisal tako imenovano Milenijsko nagrado. Pri tem bi Clayjev inštitut moral napraviti izjemo, saj Perelman svojih izsledkov ni objavil v recenzirani znanstveni reviji, kot zahtevajo pravila za nagrado. Kljub temu je mnenje številnih matematikov, da je do nagrade vseeno upravičen, saj natančnost, s katerimi so secirali njegove članke v elektronski obliki, dosega in presega običajni recenzijski postopek pri objavi v znanstvenih revijah. Tudi Clayjev inštitut je že izrecno poudaril, da bo upravni odbor za podelitev nagrade morda spremenil formalne zahteve, s čimer bi Perelman postal upravičen do dela nagrade. Vendar je Perelman zavrnil tako priznanje kot tudi razpisano denarno nagrado, saj naj bi po lastnih besedah »le sledil poti, ki so jo zastavili drugi«.

## Zanimivosti
22. decembra 2006 je revija Science imenovala Perelmanov dokaz Poincaréjeve domneve znanstveni »preboj leta« (Breakthrough of the Year). To je prvi matematični dosežek, ki je dobil takšen vzdevek.
31. januarja 2007 je časopis The Daily Telegraph objavil spisek stotih največjih živečih genijev. Perelman je na seznamu deveti. 

## Priznanja

### Poimenovanja
Po njem se imenuje asteroid glavnega pasu 50033 Perelman, ki ga je odkril Stefano Sposetti 3. januarja 2000.